# Sway (gestor de ventanas)
Sway es un gestor de ventanas en mosaico y un compositor de Wayland, inspirado en i3 y escrito en C. Sway está diseñado como un reemplazo directo para i3 utilizando el protocolo de servidor de pantalla Wayland más moderno y la biblioteca de compositores wlroots. Sway funciona con los archivos de configuración de i3 existentes y es compatible con la mayoría de las funciones de i3, al mismo tiempo que proporciona varias funciones nuevas propias.
Los controles predeterminados de Sway para manipular ventanas son similares a vi. El enfoque de la ventana se controla mediante una combinación de la tecla Súper y una de las teclas H, J, K o L. El movimiento de la ventana se realiza mediante la misma combinación de teclas con la adición de la tecla de mayúsculas.
Al igual que i3, Sway se puede ampliar y manipular mediante su socket de dominio Unix y su interfaz IPC basada en JSON desde muchos lenguajes de programación.
El primer lanzamiento estable de Sway fue el 11 de marzo de 2019, después de 3,6 años de desarrollo.

## Características
Sway replica varias de las características de i3:
- La configuración se hace a través de un archivo de texto sin formato.
- El mosaico de ventanas se maneja manualmente, en lugar de dinámicamente.
- Las ventanas se pueden dividir horizontal o verticalmente.
- Las ventanas se pueden organizar en un diseño con pestañas
- Las ventanas pueden flotar de forma similar a un administrador de ventanas flotantes.
- Las ventanas en mosaico y flotantes se pueden cambiar de tamaño o mover con el mouse y el teclado.

- Sway puede ser operado completamente por teclado.

Sway también tiene varias características únicas:
- Admite múltiples teclas no modificadoras al asignar combinaciones de teclas.
- Las ventanas en el mismo espacio de trabajo se pueden dividir en varios contenedores, de modo que un conjunto de ventanas se puede organizar en un diseño con pestañas, mientras que las otras ventanas en el espacio de trabajo se pueden organizar normalmente en mosaico, flotar o apilarse.
- Maneja las configuraciones de entrada, salida y fondo de pantalla en lugar de depender de programas separados.
- Admite Gestos